# Ted McGinley
Ted McGinley, född 30 maj 1958 i Newport Beach, Kalifornien, är en amerikansk skådespelare. Han har medverkat bland annat i komediserierna Gänget och jag och Våra värsta år, där han i den senare spelar Jefferson D'Arcy. På film har Ted McGinley spelat i Nördarna kommer! och ett par av dess uppföljare. Han spelar där quarterbacken Stan Gable som också är ledare för studentföreningen Alfa-Beta och ordförande i grekiska rådet. I en senare film i serien har han avancerat till rektor/dekanus för skolan.
Ted McGinley är kusin med likaledes skådespelande John C. McGinley.

## Filmografi i urval[1]
- 1980–1984 - Gänget och jag (TV-serie)
- 1982 - Titta vi opererar - Bucky De Vol
- 1983–1987 - Kärlek ombord (TV-serie)
- 1984 - Nördarna kommer! - Stan
- 1985–1987 - Hotellet (TV-serie)
- 1989 – B.L. Stryker, privatdetektiv (TV-serie) - Mitch Slade (2 avsnitt)
- 1989 - Utan alibi - Kyle
- 1989–1997 - Våra värsta år (TV-serie)
- 1992 - Nördarna är här igen! - Dean Stanley Gable
- 1993 - Wayne's World 2 - Mr. Scream
- 1993 - Med lagen i egna händer - Aubrey Billings
- 1995 - Krona eller klave - Jeffrey Quint
- 2023–2024 – Shrinking (TV-serie)